# Ecballium elaterium
Ecballium elaterium là một loài thực vật có hoa trong họ Cucurbitaceae. Loài này được (L.) A.Rich. mô tả khoa học đầu tiên năm 1824.

## Hình ảnh

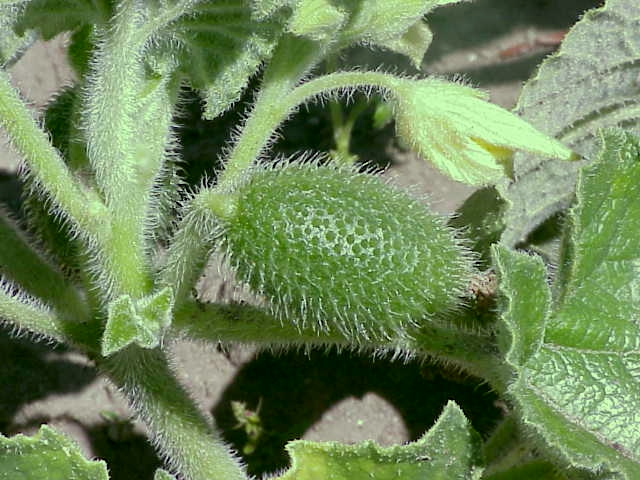
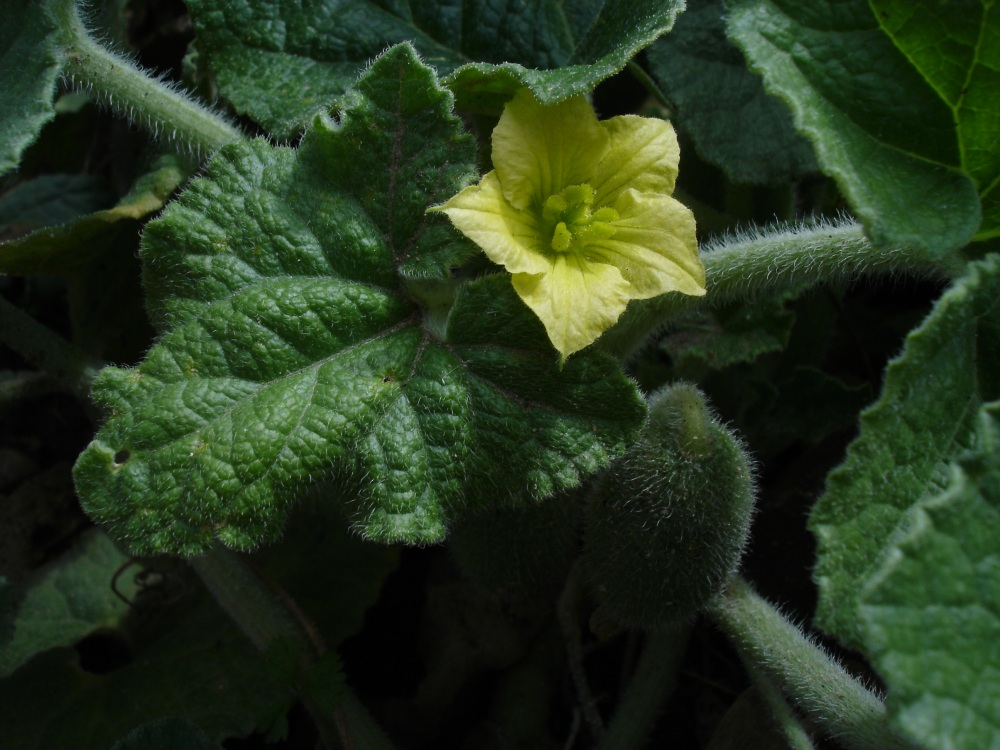
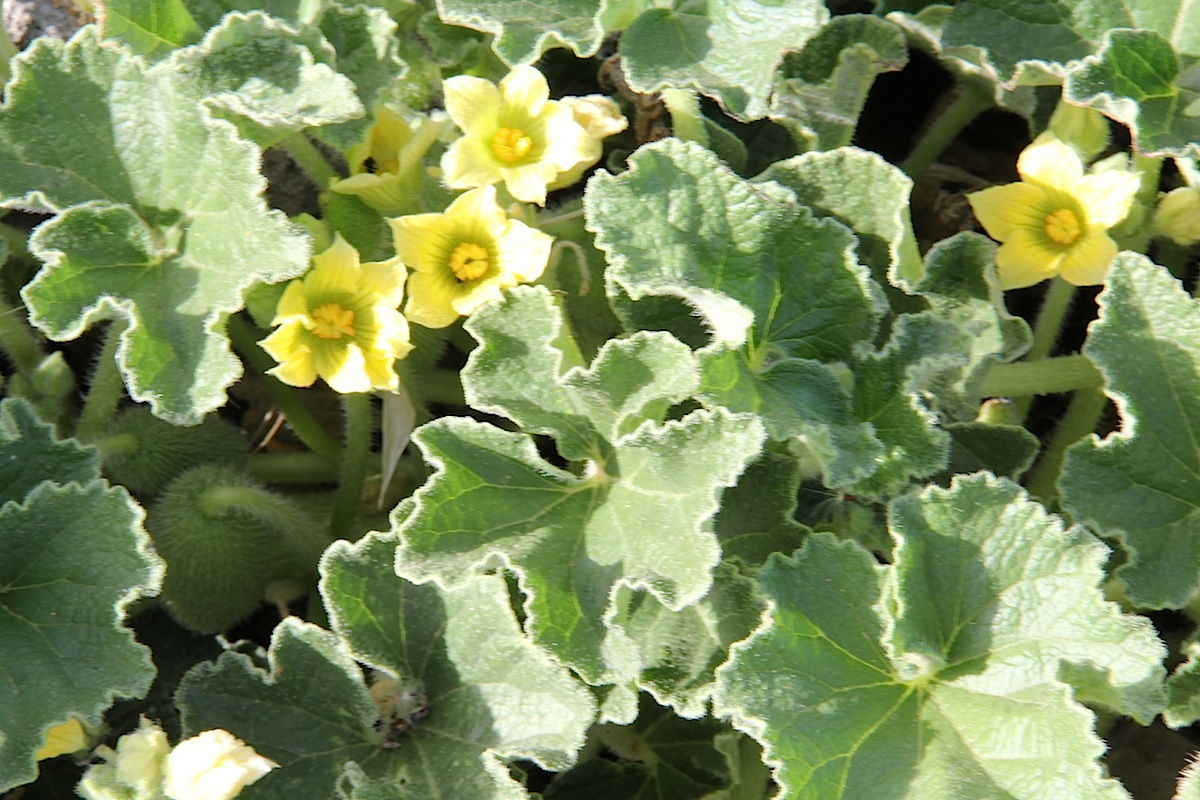
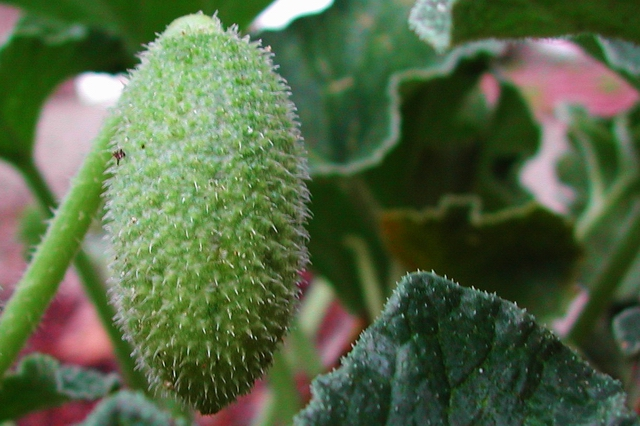
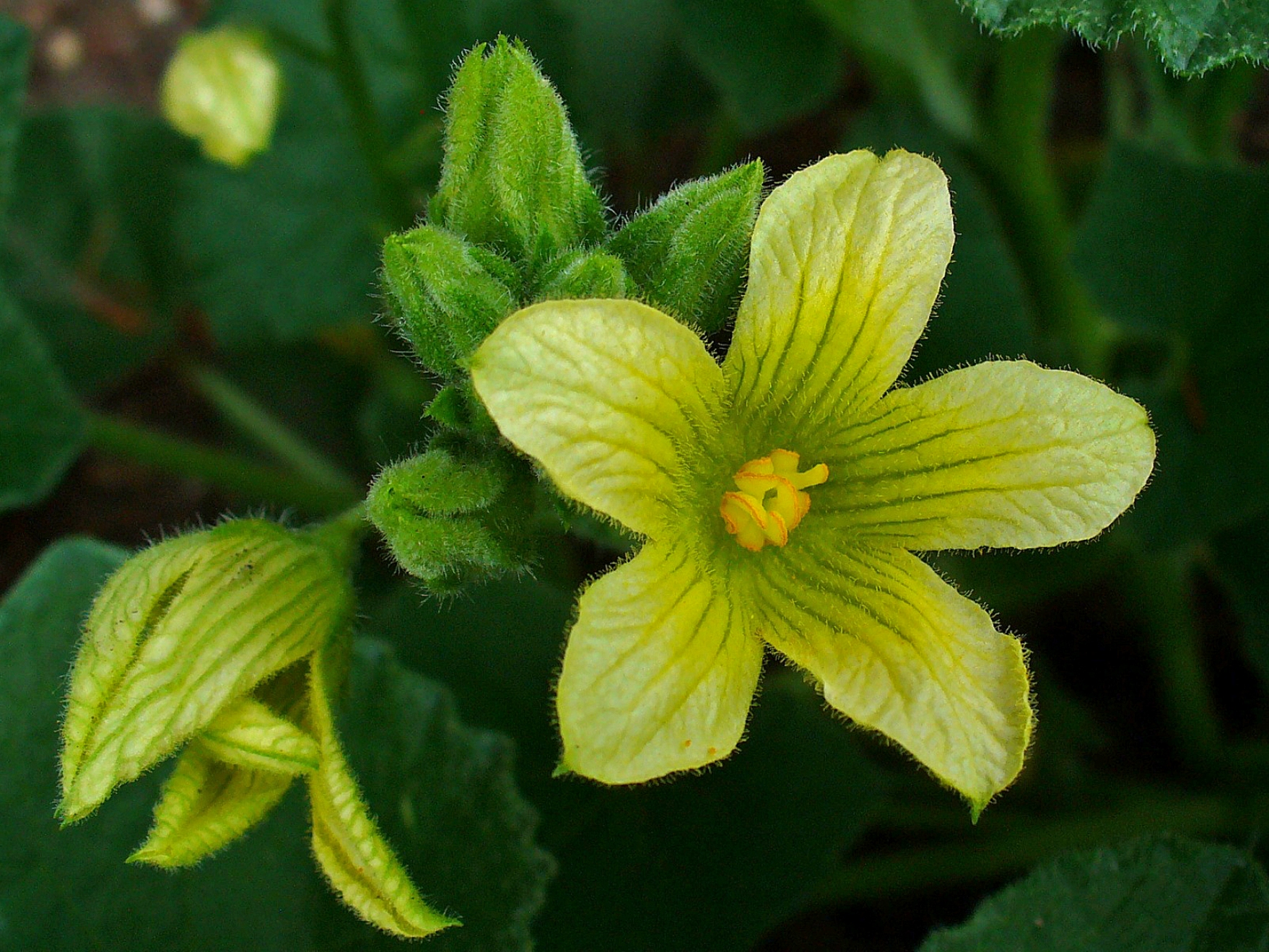
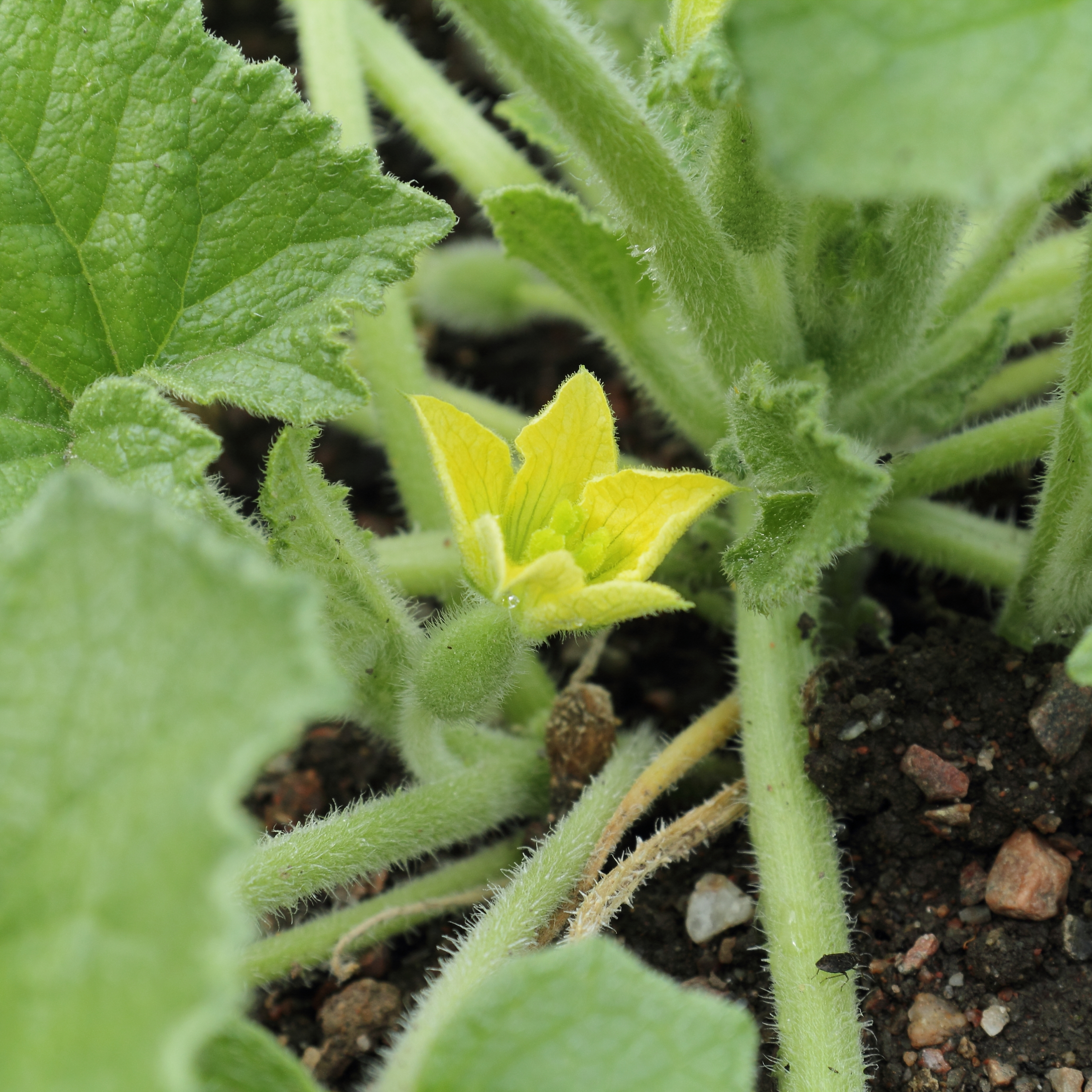